# Liste der denkmalgeschützten Objekte in Sokolov
Grundlage dieser Liste der denkmalgeschützten Objekte in Sokolov ist die ÚSKP-Liste (Ústřední seznam kulturních památek České republiky, deutsch Zentrale Liste der Kulturdenkmäler der Tschechischen Republik), die von der tschechischen Denkmalschutzbehörde NPÚ (Národní památkový ústav, deutsch Nationale Denkmalbehörde) seit 1987 geführt wird und an die seit dem Jahr 1850 geschaffenen Listen anschließt.

## Sokolov(Falkenau an der Eger)
| Lage                                                                              | Objekt                                                              | Beschreibung | ÚSKP-Nr.                  | Bild           |
| --------------------------------------------------------------------------------- | ------------------------------------------------------------------- | --- | ------------------------- | -------------- |
| Sokolov, Josefa Kajetána Tyla, am Fußgängersteg (Standort)                        | Statue des hl. Johannes von Nepomuk vom ehem. Wassertor             | Sandsteinstatue des hl. Johannes von Nepomuk in traditioneller Form, auf dem Sockel befindet sich eine Inschrift und ein Chronogramm. Sie stand ursprünglich am ehemaligen Wassertor bei der Holzbrücke über den Fluss Eger (Ohři), seit 1996 am Fußgängersteg an der Josef-Kajetán-Tyl-Straße. | 28128/4-4040 Info Katalog | weitere Bilder |
| Sokolov, Růžové náměstí, an der Kirche des hl. Jakobus (Standort)                 | Statue des hl. Johannes von Nepomuk mit Engeln                      | Barocke Sandsteinstatue des hl. Johannes von Nepomuck, in traditioneller Form gestaltet und auf einem dreiseitigen Steinsockel stehend, aus dem Jahr 1746. An jeder Ecke des Sockels ist ein Engel angebracht. Die Statue wurde bereits mehrfach repariert. | 47612/4-4208 Info Katalog | weitere Bilder |
| Sokolov, Staré náměstí čp. 1, Růžové náměstí (Standort)                           | Dekanatskirche des hl. Jakobus                                      | Pfarrkirche des hl. Jakob des Älteren; einschiffiger, rechteckiger Bau mit einem prismatischen, achteckigen Westturm und einem Presbyterium. Die Kirche ist bereits im 13. Jahrhundert urkundlich erwähnt. In den Jahren 1632–1637 wurde sie umgebaut und in den Jahren 1671–1681 barockisiert. Der Turm ist im Geiste der Sächsischen Renaissance erbaut. | 29748/4-545 Info Katalog  | weitere Bilder |
| Sokolov, Staré náměstí, zwischen der Kirche und der Mariensäule (Standort)        | Schram-Brunnen bzw. Jubiläumsbrunnen                                | Schram-Brunnen bzw. Jubiläumsbrunnen, errichtet 1898 anlässlich des 50-jährigen Regierungsjubiläums von Kaiser Franz Joseph I. (1830–1916), mit finanzieller Unterstützung der Familie des Unternehmers Adolf Schram (1848–1927), bestehend aus dem Sockel, dem Wasserbecken und einem weiteren Sockel, der die Putten-Skulptur trägt. Der Sockel des gesamten Brunnens ist zweistufig und hat die Form eines regelmäßigen Achtecks. Am mittleren Sockel befinden sich delphinartige Wasserspeier aus Metall. Der Brunnen wird von einer Skulpturengruppe mit drei Putten gekrönt, die die Herrschaft des Wassers symbolisieren. Zur Skulpturengruppe gehören eine halbliegende Amorfigur, eine sitzende Figur und eine stehenden Amorfigur mit kleinen Flügeln, die als Wasserspeier dienen. | 102079 Info Katalog       | weitere Bilder |
| Sokolov, Staré náměstí, im Bereich der Schlossstraße und Prager Straße (Standort) | Säule mit Statue der Maria Immaculata                               | Säule mit der Statue der Unbefleckten Jungfrau Maria, eine spätbarocke Arbeit des Bildhauers Wilhelm Felsner († 1730) aus Eger aus den Jahren 1699–1701 auf einem massiven Sockel, mit den Statuen des Apostels Jakobus des Älteren, des hl. Antonius von Padua, des hl. Johannes von Nepomuk und des hl. Florian. Im Jahr 1956 wurde die Säule restauriert und ohne die Immaculata wieder aufgestellt. 1996 wurde die Säule erneut restauriert und eine Kopie der Skulptur der Unbefleckten Jungfrau aufgesetzt, die nach vorliegenden Fotos rekonstruiert wurde. | 17658/4-548 Info Katalog  | weitere Bilder |
| Sokolov, Staré náměstí, westlich der Mariensäule (Standort)                       | Falknerbrunnen                                                      | Brunnen mit der Skulptur eines Falkners, des mythischen Ritters Sebastian (Wastl), errichtet mit zwei Stufen auf achteckigem Grundriss, mit der Statue eines Falkners von 1674 auf einer Säule in der Mitte, hier aufgestellt 1717. Der Legende nach ist der Falkner mit einem Hund zu seinen Füßen und einem Falken in der Hand der mythische Ritter Sebastian - der Gründer der Stadt. Der Brunnen erinnert auch an die Tradition des Hopfenanbaus in der Region - um den Stamm der Säule winden sich Hopfenzweige. | 15035/4-549 Info Katalog  | weitere Bilder |
| Sokolov, Staré náměstí 69 (Standort)                                              | Rathaus                                                             | Einstöckiges Frührenaissance-Rathaus auf rechteckigem Grundriss an der Ecke des Stadtplatzes, um 1540 erbaut, aber in seiner heutigen Form aus den 1730er Jahren. In der Fassade ist ein Gotik-Renaissance-Eingangsportal erhalten, an dem in den Eckwinkeln Medaillons angebracht sind. Im Sturz ist ein falsches Stadtwappen erhalten (ein Falke sitzt auf einem Ast eines Baumstumpfes statt auf einem Kleeblatt). Auf dem Dachfirst stand ursprünglich ein kleiner Turm. Seitengiebel mit Renaissance-Blindarkade. Das Rathaus wurde bis zur Mitte des 20. Jahrhunderts genutzt, später wurde es der Sitz der Generaldirektion des Kohle-Unternehmens Sokolovská uhelná a.s., im Jahr 1995. | 37429/4-553 Info Katalog  | weitere Bilder |
| Sokolov, Staré náměstí 26 (Standort)                                              | Stadthaus Nr. 26                                                    | Ein zweistöckiges Stadthaus, in geschlossener Bebauung am Platz, gekennzeichnet durch eine sechsachsige Fassade mit klassizistischem Zierrat und bossenartigen Pilastern im ersten und zweiten Obergeschoss. | 16042/4-552 Info Katalog  | weitere Bilder |
| Sokolov, Komenského, vor dem Kapuzinerkloster (Standort)                          | Kirche der hl. Dreifaltigkeit                                       | Eine einschiffige barocke Kapelle auf rechteckigem Grundriss, mit einem quadratischen Langhaus und Presbyterium, dahinter die Sakristei. Die vordere Fassade ist mit toskanischen Pilastern geschmückt, die ein dreieckiges Tympanon tragen, darüber ein Glockentürmchen. Ursprünglich die Friedhofskapelle Mariä Krönung vom alten Stadtfriedhof aus dem Jahr 1719, zwischen 1772 und 1774 im spätbarocken Stil umgebaut. Nach Reparaturen im Jahr 1874 durch Brand zerstört und zuletzt Mitte der 1990er Jahre rekonstruiert, jetzt orthodoxe Dreifaltigkeitskirche. | 46804/4-547 Info Katalog  | weitere Bilder |
| Sokolov, Komenského 77 (Standort)                                                 | Kapuzinerkloster                                                    | Das frühbarocke Areal des Kapuzinerklosters von 1663–1667 besteht aus einer Kirche und dem anschließendem Kloster, mit schlichter Front ohne bauliche Gliederung. Vor der Kirche stehen drei spätbarocke Heiligenfiguren. Das gesamte Areal ist von einer Einfriedung umgeben. Das Kloster war bis 1950 in Betrieb. In den 1950er Jahren war hier die tschechoslowakische Armee stationiert und die Gebäude wurden stark beschädigt. Das Kloster war auch durch den fortschreitenden Bergbau in den 1960er Jahren bedroht, wodurch ein Teil des Gartens und die Kapelle St. Anna aus dem Jahr 1782 zerstört wurde. Seit 1961 wird das Klostergebäude von der städtischen Wohnungsverwaltungsgesellschaft, jetzt Sokolovská bytová s.r.o. , genutzt. Aus diesem Grund sind das Kloster und die Kirche baulich gut erhalten. Die Kirche wurde restauriert und dient als Konzertsaal und Ausstellungshalle. - Kirche des hl. Antonius von Padua ist ein einschiffiger Bau auf dem Grundriss eines lateinischen Kreuzes mit einem hohen frühbarocken Dreiecksgiebel. - Klosteranlage, südlich von der Kirche, auf vierflügeligem, geschlossenem Grundriss mit einem runden Brunnen inmitten des Garten Eden, daneben ein zweiter Brunnen. - Spätbarocke Skulpturen von drei Kapuziner-Heiligen in Lebensgröße vor der Kirche. - Steinmauer, die das gesamte Areal umgibt, mit modernen Gebäuden, die nicht zum Kulturdenkmal gehören. - Gruft der Familie Nostitz unter der Klosterkirche, im Jahr 1999 renoviert. | 31697/4-546 Info Katalog  | weitere Bilder |
| Sokolov, Vrchlického 161 (Standort)                                               | Wohnhaus des Schlossgärtners                                        | Das Areal besteht aus einer Reihe von Gebäuden, die das ehemalige Wohnhaus des Schlossgärtners, später das Wohnhaus der Erzieher der Söhne des Grafen Franz Anton von Nostitz-Rieneck (1725–1794), dies waren die Gelehrten Jaroslaus Schaller, František Martin Pelcl und Josef Dobrovský. Zum Kulturdenkmal gehören außerdem das Gebäude des ehemaligen Wehrturms neben dem ehemaligen Jagdschloss Nr. 160 und die Einfriedung des Hauses Nr. 161. Die Gebäude befinden sich nordwestlich des Burggeländes. Das Gärtnerhaus und die ehemalige Bastei stammen aus dem 16. Jh. und wurden im 18. Jh. barockisiert. | 14441/4-4039 Info Katalog | weitere Bilder |
| Sokolov, Zámecká 160, 161 (Standort)                                              | Burgmauer und Bastion                                               | Aufgrund der zahlreichen Brände und Umbauten der Stadt ist von der Befestigung praktisch nichts erhalten geblieben, lediglich die Befestigungsmauer und ein Teil des Turms aus dem 16. Jahrhundert, der zum Haus Nr. 161 gehört, hinter dem Gebäude des Jagdschlosses Nr. 160, sind erhalten geblieben. Die Reste der Befestigungsanlagen sind von außen nicht sichtbar, sie werden von modernen Bauten überdeckt. Die Mauern waren etwa drei Meter hoch und aus Bruchstein. Der kürzere Teil der Mauern schließt an das Barockgebäude Nr. 161 und den ehemaligen Wehrturm an, er ist ca. 180 cm hoch. Andere Mauerreste sind wahrscheinlich in Gebäuden älteren Datums erhalten, die in der Linie ihres ursprünglichen Verlaufs stehen. | 41230/4-4037 Info Katalog | weitere Bilder |
| Sokolov, Zámecká 2 (Standort)                                                     | Schloss Sokolov (Schloss Falkenau)                                  | Schloss aus der Spätrenaissance mit quadratischem Grundriss und vier Ecktürmen, im 17. Jahrhundert auf den Fundamenten einer mittelalterlichen Burg errichtet. Die befestigte Residenz an der Stelle des heutigen Schlosses Sokolov wurde an einer wichtigen Kreuzung von Landstraßen errichtet. Laut der ältesten Erwähnung von Sokolov aus dem Jahr 1279 stand hier als Herrenhaus eine Wasserburg, die von einer kreisförmigen Umfassungsmauer (mit einem Kreisdurchmesser von 42 Metern) gebildet wurde, die einen Wohnpalast mit rechteckigem Grundriss umgab. Um 1480 bauten die Schliks (Šlikové) die Festung zu einer quadratischen Burg mit vier Ecktürmen um. Unter Wolf Schlik und seinem Neffen Albín Schlik wurde die Burg zu einer Renaissance-Wehrburg umgebaut, die den Grundstein für die heutige Baustruktur legte. 1621 wurde die Schlik-Burg mit dem gesamten Inventar beschlagnahmt und 1622 an die Familie Nostitz verkauft. Während des Dreißigjährigen Krieges spielte die Burg eine wichtige Rolle bei der Verteidigung der Stadt, in deren Verlauf sich sowohl kaiserliche Truppen, sächsische und bayerische Armeen und als auch die Schweden abwechselten und die Stadt niederbrannten. Das zerstörte Schloss wurde in den Jahren 1659–1663 von Johann Hartwig von Nostitz-Rieneck (1610–1683) zu einem Schloss im Stil der Spätrenaissance umgebaut. Um 1730 wurde die Umgebung des Schlosses im Stil eines französischen Gartens mit reichem Skulpturenschmuck umgestaltet. Während des Österreichischen Erbfolgekrieges wurde 1742 die Burg von den Franzosen besetzt, im Siebenjährigen Krieg 1762 wurden Stadt und Burg von den Preußen geplündert. In den Jahren 1800–1805 ließ Graf Friedrich von Nostitz-Rieneck das Schloss instand setzen und im klassizistischen Stil umbauen. Kleinere bauliche Veränderungen wurden 1870 weiter durchgeführt und um 1880 wurden die alten Dächer der Schlosstürme durch Zeltdächer ersetzt, die bis heute erhalten sind. In den 1970er Jahren wurden Reparaturen an den Fassaden durchgeführt. Das Erdgeschoss des Schlosses wurde zu einem Festsaal und Repräsentationsräumen der Stadt umgebaut. In den Jahren 1993/94 erfolgte eine erneute Generalinstandsetzung des Schlosses, die den klassizistischen architektonischen Ausdruck vom Anfang des 19. Jahrhunderts respektiert. Zum Kulturdenkmal gehören auch die folgenden Teile des Schlossparks: - Brunnen im Hof - Park (jetzt Husovy sady), mit Resten des ehemaligen Schlossgartens und des Naturschutzgebietes. Der Teil des Parks mit Gewässern steht nicht unter Denkmalschutz. - Reste der Umfassungsmauern - Eingangstor, mit der Umfassungsmauer verbunden - Sühnekreuz, nicht näher bezeichnet. Historisch umfasste das Burgareal auch Gebäude aus dem 19. Jahrhundert, die nach gezielten Umbauten keinen großen künstlerischen Wert mehr haben: - Städtischer Markt – Wirtschaftsgebäude nördlich des Schlossgebäudes - einstöckiges, vierflügeliges Gebäude, ehemaliger Sitz der Verwaltung des Gutshofes Nostitz | 18431/4-544 Info Katalog  | weitere Bilder |
| Sokolov, náměstí Budovatelů, ul. 5. května 655 (Standort)                         | Haus der Bergleute (Bergarbeiterheim); Kulturhaus der Stadt Sokolov | Haus der Bergleute - Bergarbeiterheim. Der monumentale Avantgardebau des Bezirks-Bergarbeiterhauses von 1923/24 nach dem Entwurf des Architekten Rudolf Wels (1882–1944). Ein freistehendes Gebäude auf etwa rechteckigem Grundriss. Die Hauptfront zum Platz ist zweigeschossig, der mittlere Teil in der Breite von 7 Fensterachsen ist leicht zurückversetzt. Davor befindet sich ein Balkon, der von 6 Säulen getragen wird, darunter befinden sich 3 Eingänge. Vor dem Balkon präsentiert sich eine monumentale Einstiegstreppe. Zwischen dem ersten und zweiten Obergeschoss befindet sich ein Figurenfries mit Motiven der Bergbauarbeit unter dem Titel „Ein Tag im Leben eines Bergmanns“ des Karlsbader Bildhauers Wilhelm Srb-Schloßbauer (1890–1972) aus dem Jahr 1923. Das Relief setzt sich aus einzelnen Abschnitten zusammen: Abschied, Fahrt zur Arbeit, Verpacken der Werkzeuge und Ankleiden, Arbeit im Bergwerk I, Arbeit im Bergwerk II, Ankleiden und Zurückgeben der Werkzeuge, Heimreise und Rückkehr nach Hause. | 34583/4-555 Info Katalog  | weitere Bilder |
| Sokolov, na Ovčárně, in der Nähe der ul. Heyrovského (Standort)                   | Denkmal für sowjetische Kriegsgefangene                             | Das Denkmal für die sowjetischen Kriegsgefangenen wurde um 1946 an der Stelle der Begräbnisstätte der sowjetischen Kriegsgefangenen errichtet, die in der nahegelegenen Chemiefabrik gearbeitet hatten. Die heutige Form des Denkmals stammt aus den 1970er Jahren. Auf der Freifläche östlich des Friedhofs steht ein hoher monumentaler Pylon, bestehend aus zwei freistehenden und leicht gebogenen hohen Betonplatten. Im oberen und unteren Teil sind sie durch zwei Metallbänder mit den Jahreszahlen 1945 (oben) und 1941 (unten) verbunden. Vor dem Pylon ist eine leicht geneigte Platte mit einer Inschrift in den Boden eingelassen, gefolgt von einem Pflanzenmotiv mit einem fünfzackigen Stern, der den Text „OBČANÉ SOKOLOVSKA“ (BÜRGER VON SOKOLOVSKA) trennt. | 38256/4-551 Info Katalog  | weitere Bilder |